# Arnold Lippschitz
Arnold Philipp Lippschitz, auch Arnold Lippschütz, Erich Philippi, Arnold Lipp (in Frankreich), Arnold Phillips (in den USA) (geb. 15. Januar 1901 in Berlin, Deutsches Reich; gest. 30. August 1952 in Los Angeles, Vereinigte Staaten) war ein deutsch-amerikanischer Drehbuchautor und Texter.

## Leben
Lippschitz’ Eltern waren der Doktor der Philosophie, freie Schriftsteller und Theaterautor Arthur Lippschitz (geb. 27. September 1871; gest. 1. Mai 1922) und Wally Lippschitz geborene Wilde (geb. 21. August 1870).
Arnold Lippschitz hatte zum Ende des Ersten Weltkriegs erste Kontakte zum Film geknüpft und als Texter und Verfasser von Storyvorlagen und Filmideen gearbeitet. Mit Anbruch des Tonfilmzeitalters startete er eine regelmäßige Tätigkeit als Drehbuchautor. Dabei handelte es sich zumeist um minder wichtige Filme, an denen oftmals auch sein Bruder, der Filmarchitekt Herbert Lippschütz, beteiligt gewesen war.
Am 27. Juni 1929 heiratete er in Berlin-Schöneberg die am 27. März 1906 geborene Felicia Sattler.
Gemeinsam mit seinem Bruder floh der Jude Arnold Lippschitz 1933 vor dem nationalsozialistischen Regime. Arbeit fanden beide Brüder zunächst in Portugal, wo sie mit einem weiteren Exilanten, dem Regisseur Max Nosseck, zusammenarbeiteten. In den Niederlanden schrieb Lippschitz das Drehbuch zu Nossecks Spionagedrama De big van het Regiment. Anschließend ging der Autor nach Frankreich. Dort verfasste er unter dem Namen Arnold Lipp Manuskripte, so erneut für Nosseck für die Buster-Keaton-Komödie Le roi des Champs-Elysées, aber auch für andere Exilanten wie Nikolaus Farkas (Port Arthur, Le patriote), Max Ophüls (Yoshiwara) und Richard Oswald (Sturm über Asien).
Am 16. Dezember 1938 kam Arnold Lippschitz mit seiner Frau aus Paris über London kommend mit der SS American Merchant in New York City an. Er blieb in die USA und nannte sich fortan Arnold Phillips. Im Laufe seiner Karriere benutzte er eine Reihe von Pseudonymen. Am 13. Juni 1941 wurde ihm die Staatsbürgerschaft des Deutschen Reiches aberkannt. Bei seiner Registrierung für das amerikanische Militär am 14. Februar 1942 gab er den deutschstämmigen Drehbuchautoren und Schauspieler Hans Rameau als Kontaktperson und Metro-Goldwyn-Mayer als Arbeitgeber an. 1943 beantragte er die Staatsbürgerschaft der Vereinigten Staaten.
In Hollywood gab er 1941 seinen Einstand mit dem Drehbuch zu Nossecks B-Film Gambling Daughters. In späterer Zeit musste er sich zumeist mit Storybeiträgen als Grundlage für Drehbücher anderer Autoren begnügen. Reguläre Drehbücher lieferte er vor allem für mitteleuropäische Regieemigranten wie Robert Siodmak (Time Out of Mind), Hugo Haas (Pickup), Gustav Machatý (Jealousy) und erneut Nosseck (Kill or be Killed). Sein letzter Drehbuchbeitrag wurde Nossecks Mystery-Melodram The Body Beautiful – ein Film, der ein Jahr nach Lippschitz’ frühem Tod in die US-Kinos gelangte.
Arnold Philipps wurde auf dem Hollywood Forever-Friedhof begraben.

## Filmografie
nur als Drehbuchautor (ohne Storyvorlagen)
- 1920: Die Frau im Doktorhut
- 1930: Der Tanz ins Glück
- 1931: Ein ausgekochter Junge
- 1931: Zu Befehl, Herr Unteroffizier
- 1932: Kriminalreporter Holm
- 1932: Geheimnis des blauen Zimmers
- 1932: Das Millionentestament
- 1933: Die Nacht im Forsthaus
- 1933: Hugos Nachtarbeit
- 1934: Gado Bravo
- 1934: De big van het regiment
- 1934: Le roi des Champs-Elysées
- 1936: Port Arthur
- 1936: Le grand refrain
- 1937: Yoshiwara
- 1938: Sturm über Asien (Tempête sur l'Asie)
- 1938: Le patriote
- 1941: Gambling Daughters
- 1945: The Brighton Strangler
- 1945: Jealousy
- 1947: Time out of Mind
- 1951: Aufgelesen (Pickup)
- 1951: The Girl on the Bridge
- 1952: Kill or be Killed
- 1952: The Body Beautiful
- 1953: War es die große Liebe? (The Story of Three Loves)